# Bobur Shokirjonov
Bobur Shokirjonov (né le 5 décembre 1990 à Tachkent) est un athlète ouzbek, spécialiste du lancer de javelot.
En 2008, il est médaillé d'or des Championnats d'Asie juniors.
Son meilleur lancer est de 79,83 m le 29 mai 2014 à Riga. Il est médaille d'argent des Championnats d'Asie 2015 à Wuhan.
Le 17 octobre 2015, il porte son record national à 84,24 m à Douchambé.
Lors des Championnats d'Asie 2017, il termine 9e à Bhubaneswar. 